# Балтийский государственный технический университет «Военмех»
Балтийский государственный технический университет «Военмех» им. Д. Ф. Устинова (БГТУ) — государственное образовательное учреждение высшего профессионального образования. Университет занимается обучением по гражданским специальностям. Военный учебный центр университета готовит как кадровых офицеров по ракетно-артиллерийским специальностям для военно-морского флота, так и офицеров и матросов запаса.

## История
Расположен в историческом центре города. В становлении института принимали участие видные деятели науки и техники А. А. Благонравов, М. Ф. Васильев, И. И. Иванов, М. Я. Крупчатников, В. А. Микеладзе, Б. Н. Окунев, П. Ф. Папкович, И. П. Гинзбург, В. Н. Кудрявцев.
Со дня основания университет выпустил свыше 60 тысяч специалистов, среди которых свыше 30 Героев Советского Союза и Героев Социалистического Труда, 22 лауреата Ленинской премии, 159 лауреатов Государственных премий.

### Названия
- 1871—1917 — Ремесленное училище Цесаревича Николая;[источник?]
- 1917—1918 — Правительственное Петроградское техническое училище;[источник?]
- 1918—1921 — Первое Петроградское техническое училище;[источник?]
- 1921—1930 — Первый Петроградский механический техникум;[источник?]
- 1930—1932 — Механический институт;
- 1932—1944 — Ленинградский военно-механический институт Народного Комиссариата тяжёлой промышленности СССР (ЛВМИ);
- 1944—1960 — Ленинградский ордена Красного Знамени военно-механический институт;
- 1960—1980 — Ленинградский ордена Красного Знамени механический институт (ЛМИ);
- 1980—1984 — Ленинградский орденов Ленина и Красного Знамени механический институт;
- 1984—1992 — Ленинградский орденов Ленина и Красного Знамени механический институт имени Маршала Советского Союза Д. Ф. Устинова;
- 1992 — Санкт-Петербургский ордена Ленина и ордена Красного Знамени механический институт им. Маршала Советского Союза Д. Ф. Устинова;
- 1992—1997 — Балтийский государственный технический университет им. Д. Ф. Устинова;
- с 1997 — Балтийский государственный технический университет «Военмех» им. Д. Ф. Устинова (БГТУ «Военмех» им. Д. Ф. Устинова);

### Машиностроительный институт
Университет организован как высшее учебное заведение «Механический институт» постановлением Президиума ВСНХ СССР от 13 июня 1930 года № 14 в составе Ленинградского механического учебного комбината.
26 февраля 1932 года в соответствии с приказом № 100 по Народному Комиссариату тяжелой промышленности СССР вуз был преобразован в Военно-механический институт Народного Комиссариата тяжёлой промышленности СССР. В его составе было два факультета — артиллерийский и боеприпасов. С 1934 года открыт факультет морского оружия.
Указом Президиума Верховного Совета СССР от 18 ноября 1944 года институт награждён орденом Красного Знамени. В указе говорилось: «За особые заслуги в области подготовки специалистов для военной промышленности наградить Ленинградский военно-механический институт…» — это первое официальное упоминание института под названием ЛВМИ.
В марте 1945 институт возобновляет свою деятельность в Ленинграде.
В 1946 г. институт был передан из Министерства вооружения СССР в ведение Министерства образования СССР. В 1946 году основан первый в СССР инженерный факультет реактивного вооружения (декан Г. Г. Шелухин), в 1949 году основана кафедра ракетных двигателей на твёрдом топливе.
29 декабря 1961 года — награждение ЛМИ Медалью АН СССР в честь запуска первого искусственного спутника Земли. Так был отмечен вклад института в развитие ракетно-космической техники, освоение космоса и подготовку кадров для соответствующих отраслей промышленности.
В 1980 г. институт награждён орденом Ленина.
15 января 1985 года — присвоение институту имени Дмитрия Федоровича Устинова.

### Технический университет

Фрачный значок выпускника Военмеха

7 декабря 1992 года — институт переименован в Балтийский государственный технический университет имени Д. Ф. Устинова. В 1992 году институт преобразован в государственный технический университет, имеет государственную аттестацию и аккредитацию. Приказом Министерства общего и профессионального образования Российской Федерации от 11 сентября 1997 года № 1868 Балтийский государственный технический университет имени Д. Ф. Устинова переименован в Балтийский государственный технический университет «Военмех» имени Д. Ф. Устинова.

## Здание главного корпуса

Ремесленное училище Цесаревича Николая

В 1872—1874 гг. на первой роте Измайловского полка было построено здание Ремесленного училища Цесаревича Николая, которое сейчас является главным зданием университета. Училище было основано в 1875 году для подготовки мастеров-слесарей для промышленности. Училище было создано на базе Дома призрения и ремесленного образования и являлось его правопреемником, училище предназначалось для профессионального образования детей преимущественно из бедных семей. Имя цесаревича Николая было присвоено училищу в память ушедшего из жизни старшего сына императора Александра II. Первым директором с 1875 по 1880 год являлся Н. Ф. Лабзин. С марта 1897 года директором состоял Валентин Михайлович Арбузов. Училище послужило основой создания Санкт-Петербургского государственного института точной механики и оптики и Военмеха.
30 мая 1917 года Временным правительством было принято Постановление о преобразовании с 1 октября 1917 г. Ремесленного училища Цесаревича Николая в «Правительственное Петроградское техническое училище». Также было принято решение о создании при училище подготовительной школы. 1 июля 1918 года училище было переименовано в «Первое Петроградское техническое училище», а 23 июля 1921 оно переименовано в «Первый Петроградский механический техникум», просуществовавший до июня 1930 года. В это время среднее специальное учебное заведение занимается переподготовкой квалифицированных рабочих с целью получения более высокой квалификации. Начинают складываться главные направления деятельности: механика и теплотехника. 

## Руководство
- 1875—1880 гг. — Лабзин, Николай Филиппович, директор училища[6]
- 1880—1892 гг. — Анопов, Иван Алексеевич, директор училища
- 1892—1896 гг. — Майков, Николай Аполлонович, директор училища
- 1897—1917 гг. — Арбузов, Валентин Михайлович, директор училища
- 1917 г. — Гессе, Густав Юльевич, директор училища
- 1917—1919 гг. — Дешевой, Михаил Александрович, заведующий училищем
- 1919—1929 гг. — Титов, Дмитрий Петрович, директор училища, техникума
- 1932—1935 гг. — Степанов, Степан Федорович, начальник института
- 1935—1937 гг. — Трофимов (Егоров), Алексей Трофимович, начальник института
- 1938—1939 гг. — Дыков, Алексей Терентьевич, директор института
- 1939—1943 гг. — Петров, Алексей Петрович, директор института
- 1943—1945 гг. — Соболев, Николай Павлович, директор института
- 1945—1948 гг. — Лобанов, Михаил Васильевич, директор института
- 1948—1953 гг. — Дыков, Алексей Терентьевич, директор института
- 1953—1957 гг. — Сакун, Иван Акимович, директор института
- 1957—1961 гг. — Жигалов, Алексей Кузьмич, директор института
- 1961—1971 гг. — Тетерин, Виктор Александрович, ректор института
- 1971—1977 гг. — Попов, Борис Александрович, ректор института
- 1977—1987 гг. — Кульков, Евгений Васильевич, ректор института
- 1987—2002 гг. — Савельев, Юрий Петрович, ректор института, университета
- 2003—2008 гг. — Ипатов, Олег Сергеевич, ректор университета
- 2009—2024 гг.— Иванов, Константин Михайлович, ректор университета
- 2024 — н. в. — Шашурин Александр Евгеньевич, ректор университета (до апреля 2025 — и. о. ректора)[7]

## Структура
Факультет «А» — ракетно-космической техники
- Кафедра А1 «Ракетостроение»
- Кафедра А2 «Технология конструкционных материалов и производства ракетно-космической техники»
- Кафедра А3 «Космические аппараты и двигатели»
- Кафедра А4 «Стартовые и технические комплексы ракет и космических аппаратов»
- Кафедра А5 «Динамика и управление полётом летательных аппаратов»
- Кафедра А8 «Двигатели и энергоустановки летательных аппаратов»
- Кафедра А9 «Плазмогазодинамика и теплотехника»

Факультет «Е» — оружие и системы вооружения
- Кафедра Е1 «Стрелково-пушечное, артиллерийское и ракетное вооружение»
- Кафедра Е2 «Технология и производство артиллерийского вооружения»
- Кафедра Е3 «Средства поражения и боеприпасы»
- Кафедра Е4 «Высокоэнергетические устройства автоматических систем»
- Кафедра Е5[8] «Экология и безопасность жизнедеятельности»
- Кафедра Е6 «Автономные информационные и управляющие системы»
- Кафедра Е7 «Механика деформируемого твердого тела»

Факультет «И» — информационные и управляющие системы
- Кафедра И1 «Лазерная техника»
- Кафедра И4 «Радиоэлектронные системы управления»
- Кафедра И8 «Системы приводов, мехатроника и робототехника»
- Кафедра И9 «Систем управления и компьютерных технологий»

Факультет «О» — естественнонаучный
- Кафедра О2 «Инжиниринг и менеджмент качества»
- Кафедра О3 «Инженерная и машинная геометрия и графика»
- Кафедра О4 «Физика»
- Кафедра О5 «Физическое воспитание и спорт»
- Кафедра О6 «Высшая математика»
- Кафедра О7 «Информационные системы и программная инженерия»
- Кафедра О8 «Электротехника»

Факультет «Р» — международного промышленного менеджмента и коммуникации
- Кафедра Р1 «Менеджмент организации»
- Кафедра Р4 «Экономика, организация и управление производством»
- Кафедра Р7 «Теоретической и прикладной лингвистики»
- Кафедра Р10 «Философия»

Военный учебный центр
- Кафедра общевоенных дисциплин
- Кафедра военно-морского флота
- Цикл военных представительств

## Уровни подготовки
- бакалавр — 4 года
- инженер — 5 (5,5) лет
- магистр — 6 лет
- мастер делового администрирования — 2 года
- аспирантура — 3 года
- докторантура — 3 года.

## Направления обучения
- Авиа- и ракетостроение
- Автоматизация и управление

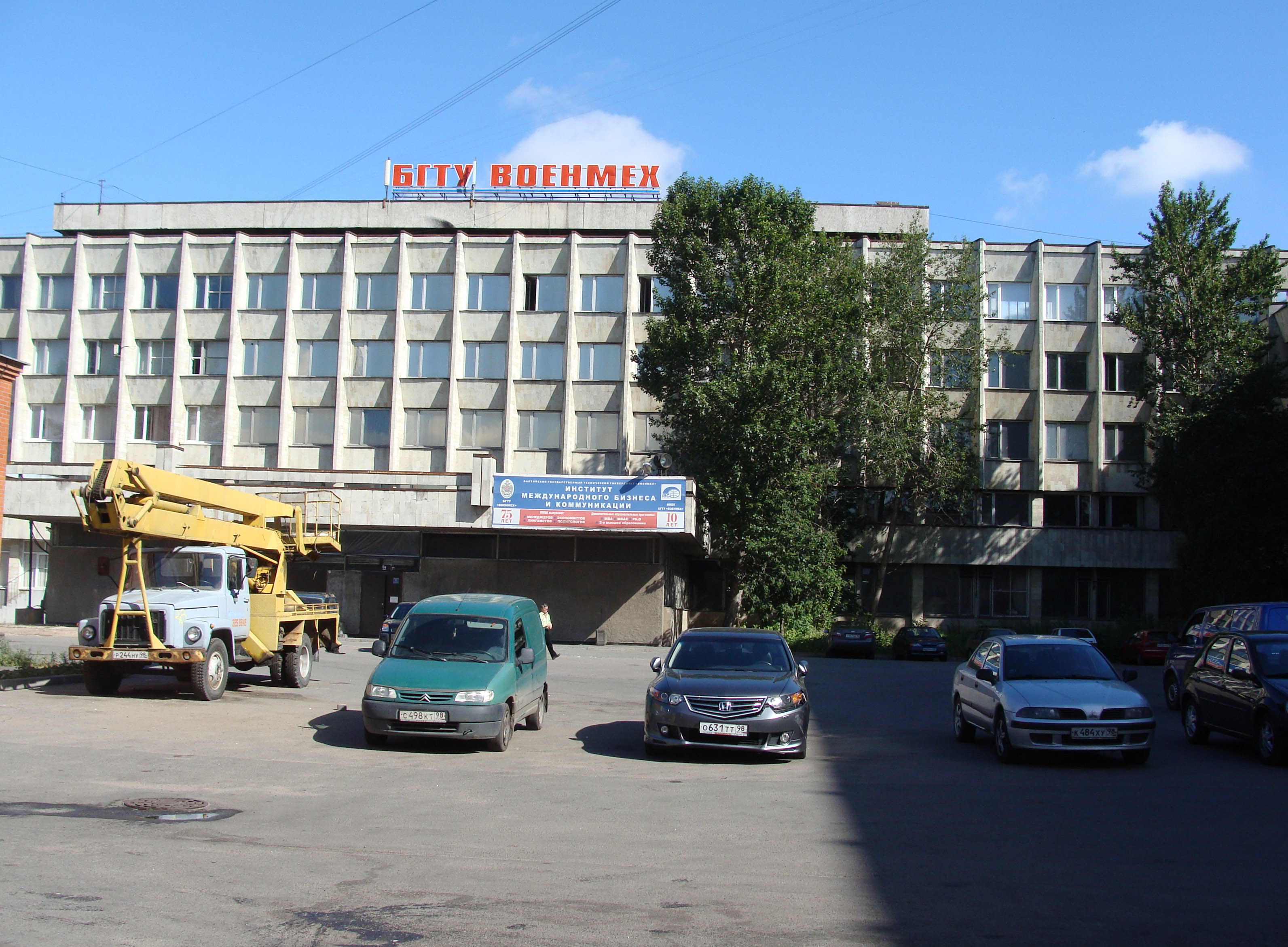
Учебно-лабораторный корпус на 1-й Красноармейской улице, 13, июль 2010 года

- Технологические машины и оборудование
- Теплоэнергетика
- Лазерные и космические системы
- Радиотехника
- Информатика и вычислительная техника
- Менеджмент
- Политология
- Защита окружающей среды
- Энергомашиностроение
- Прикладная механика
- Мехатроника и робототехника
- Стандартизация и сертификация
- Прикладная лингвистика

## Об университете
Фундаментальная библиотека на 1,1 млн томов, 7 читальных залов. 3 общежития на 1800 мест.
Спорткомплекс: залы спортивных игр, бокса, борьбы, тяжёлой атлетики, гребной клуб, тренажёрный зал. Имеются 3 базы отдыха в Ленинградской области, в том числе лыжный центр в Токсово и спортивная база в Лосево. В университете работает секция альпинизма и скалолазания.
Оборудование: компьютерная техника, исследовательские и испытательные стенды, станки с ЧПУ и промышленные роботы, образцы ракетной и космической техники, современное дидактическое оборудование.
Вуз является участником чемпионатов в рамках розыгрыша Кубка вузов.

## В популярной культуре
Упоминается в произведениях В. О. Рекшана «Кайф» и Моисея Дормана «И было утро, и был вечер».

## Интересные факты
В советское время на знаках об окончании Ленинградского механического института изображалось здание Адмиралтейства. Кроме того, когда вуз уже именовался Ленинградским механическим институтом (ЛМИ), буквы на ромбе были «ЛВМИ» (Ленинградский военно-механический институт).
В 2006 году астероиду 1976 GV2 присвоено сокращённое название вуза — (16356) Унивбалттех.

## Знаменитые выпускники
См. также Категория:Выпускники БГТУ «Военмех»